# SPRINGMAN
『SPRINGMAN』（スプリングマン）は、日本のロックバンドであるUNICORNの8枚目のオリジナル・アルバム。フルアルバムとしては通算6枚目となる。
1993年5月21日にソニー・ミュージックレコーズからリリースされた。前作『ヒゲとボイン』（1991年）以来およそ1年半振りにリリースされた作品であり、作詞・作曲およびボーカルはメンバー全員が行っている。
レコーディング中にドラムス担当であった西川幸一が脱退を表明したため、15曲中3曲はサポートドラマーとして河合誠一マイケルを起用している。ミニ・アルバム『ハヴァナイスデー』（1990年）以来でプロデューサーとしてジョー・ブレイニーが参加しており、それぞれのメンバーが各自で制作した曲を集めたソロ作品集のようなアルバムとなっている。
本作以前にリリースされた8枚目のシングル「雪が降る町」は収録されず、先行シングルとして「すばらしい日々」がシングルカットされた。本作はオリコンアルバムチャートにおいて4枚目のアルバム『ケダモノの嵐』（1990年）以来となる2度目の第1位を獲得、売り上げ枚数は20万枚を超えたため日本レコード協会からゴールド認定を受けている。しかし本作を受けたコンサートツアー終了後にラジオ番組『オールナイトニッポン』にてUNICORNの解散が発表されたため、2009年の再結成までは最後のオリジナル・アルバムとなっていた。

## 背景
7枚目のアルバム『ヒゲとボイン』（1991年）リリース後、UNICORNは「UNICORN WINTER TOUR 1991-1992 "THE WAR without STAGE MANAGER/舞監なき戦い"」と題したコンサートツアーを実施した。同ツアーは1991年10月22日の戸田市文化会館公演からツアーファイナルとなった1992年3月19日の新潟県民会館公演まで、52都市全77公演のUNICORN史上最長ツアーとなった。同ツアー終了後に奥田民生は、ツアーが長すぎたためにメンバーの顔を見るのも嫌になったと述べている。その後奥田はJUN SKY WALKER(S)の寺岡呼人とともに「寺田」というユニットを結成、「愛のツアー」と題したコンサートツアーを、1992年4月22日の福岡Be-1公演から5月24日の寺田倉庫公演まで7都市で、全7公演実施した。
同年4月16日から6月30日に掛けて放送されたフジテレビ系テレビドラマ『アルファベット2/3』にて奥田はテレビドラマ初出演を果たした。7月26日、8月2日および8月9日には「UNICORNは九州がお好き?」と題したイベントライブを実施、8月2日には長崎県の稲佐山公園野外ステージにてSPARKS GO GOおよびすかんちと共演し、「デーゲーム」「働く男」「ヒゲとボイン」などを演奏した。
「舞監なき戦い」ツアー終了間近に、企画としてメンバー全員がソロ・シングルをリリースするという話が持ち上がり、メンバー同士のじゃんけんによってリリース順が決定された。1番目は堀内一史となり、8月15日に「アフリカの蝶」をリリース、2番目は奥田で8月29日に「休日」をリリース、3番目は阿部義晴で9月12日に「＋ OR −」をリリース、4番目は西川幸一で9月26日に「リキッドマン」をリリース、5番目は手島いさむで10月10日に「眠れぬ夜」をリリースした。シングルのリリース時に街中のビルボードに掲載されたキャッチコピーは「僕たちはユニコーンでした」というものであった。
このように忙しかった1992年を締めくくったのは「UNICORN TOUR 1992 "S.F.W"」と題したコンサートツアーだった。9月13日の三郷市文化会館公演からツアーファイナルとなった12月2日の仙台サンプラザ公演まで、22都市全32公演を実施した。ツアー最終日と同日には8枚目のシングル「雪が降る町」がリリースされた。
翌1993年1月21日にはメンバーが個別にリリースしたシングルと同時にレコーディングされ、未発表となっていた5曲を収録したミニ・アルバム『UNICORN』が「EBI奥田阿部西川手島」名義でリリースされた。

## 録音、制作
本作のレコーディングは1992年12月後半から1993年2月半ばに掛けて、山梨県の河口湖スタジオ、札幌市のライブハウス「ペニーレーン24」、東京のソニー・ミュージック信濃町スタジオと場所を変更しながら継続的に行われた。「ペニーレーン24」でのレコーディングは、奥田がユニット「寺田」でライブを行った際に音が良かったとの判断から選定されることとなった。結果として、「ペニーレーン」では4～5曲程度レコーディングされた。
本作のレコーディングに際して、メンバーは全27曲を制作しその中から16～17曲に絞り込む作業が行われた。「田園（仮題）」という曲のレコーディングではオーケストラが導入され、阿部自身が指揮者となって指揮棒の代わりにチャッカマンを振って指揮を行っていた。またレコーディングにはミニ・アルバム『ハヴァナイスデー』（1990年）以来でミキサーのジョー・ブレイニーがプロデューサーとして参加したほか、ライブ時の舞台セットを製作していた大道具のスタッフがビンゴの景品で当てた「レコーディング参加券」によって参加することとなった。阿部は本作に関して、「『ハヴァナイスデー』よりクオリティが高くて、『ケダモノの嵐』よりはパワーなし」であると述べている。本作でミキサーを担当する予定であったジョー・ブレイニーは、来日の日程が遅れたために代わりに宮島哲博が担当することとなった。それによりブレイニーの担当する部分が少なくなったが、ブレイニーがトラックダウンを行うこととなり上手くバランスが取れたと阿部は述べている。
またレコーディング中の2月6日にドラムス担当の西川幸一のバンド脱退が発表された。脱退の理由は、UNICORNは各メンバーに音楽的な志向の違いがあり、それが音楽的にも面白い部分ではあったものの本質的な部分にズレを感じ、「舞監なき戦い」ツアーの終了時から「これでいいのか」と自問自答し始めたことが切っ掛けであると西川は述べている。またイベントライブ「UNICORNは九州がお好き?」においても攻撃的な要素が抑えられ、保守的な内容になっていたことが切っ掛けであるとも西川は述べている。レコーディングの最中に脱退したことに関して西川は、レコーディングが終了すると次にはコンサートツアーの話やプロモーションの話などで脱退する切っ掛けを失ってしまうとの判断であったと述べている。

## 音楽性と歌詞
本作に関して堀内は「ハデだとかワイルドだなとか。力強い印象を持った、バンドな感じもすごくあったし」と述べ、手島は「味わい深いものが出来そうだなっていう予感があった」と述べ、奥田は「全体的にハデな感じだったよな。自分の曲も早くてハデなものだった」と述べている。また奥田は「寺田」で演奏していた曲も収録していると述べている。本作では脱退した西川によるドラムプレイが8割を占めているが、残りの2割を河合誠一マイケルが担当している。当初は西川の代わりに奥田がドラムスを担当する案が持ち上がったが、ブレイニーの前でプレイすることで下手だと思われることを嫌いドラムス担当を断ったという。
音楽誌『別冊宝島724 音楽誌が書かないJポップ批評22 ユニコーン&奥田民生の摩訶不思議』においてライターの市川誠は、CD裏ジャケットには4人のメンバーが暗闇に向かって歩いているイラストが掲載されていることを指摘した上で、本作には「バンドとしてのまとまりはなく、曲ごとに各メンバーがイニシアチブを取ったものを集めて、ユニコーンの名前をつけたにすぎない」と述べ、ビートルズにおける『ホワイト・アルバム』（1968年）のようであると述べている。また同誌にて音楽解説者の榊ひろとは、本作収録曲の全15曲の内、奥田の制作曲が6曲でありフルアルバムでは初めて奥田以外のメンバーによる制作曲が半数を超えたことを指摘、残りの9曲の内訳が阿部の制作曲が3曲、堀内の制作曲が2曲、手島の制作曲が2曲、堀内と阿部の共作が1曲、奥田と西川の共作が1曲であると紹介している。また榊は「金銀パールベイビー」はロカビリー調、「オールウェイズ」はフォークロック、「素浪人ファーストアウト」はロックンロール、「月のワーグナー」はクラシカルなバラード、「8月の」は「ポップだが朴訥とした佇まいを聞かせる」と紹介している。
書籍『114+4 UNICORN写真+作品集』にてライターの宇都宮美穂は、UNICORNが過去作においてコミカルでありながらリスナーを啓蒙するような歌詞を制作していたことに触れた上で、本作の歌詞は突然の変化であり「バンドの存在が危うくなったこのときに、とうとう歌詞で本音を吐いた」と述べている。宇都宮は過去作の歌詞が「つぶやき」であったとしたら本作の歌詞は「叫び」に近いと例えており、「胸痛くなる言葉がいくつもあった」と述べたものの、「その叫びに涙はなく、あくまでもクールな質感に仕上げたのが、曲の力であった。字面だけ読んでいたら、救われない歌詞も目立つのに、音と一緒に流れるとき、それはたくましく、凛々しい、ロックンロール以外の何者でもなかった」と述べ、「どこまでも曲のクオリティーにこだわってきた、その成果が結実したとも言える」と総括した。

## 楽曲
1. 「与える男」
UNICORNの曲としては珍しく、ギターおよびベースはチューニングを半音下げて演奏されている[28]。ライブ時には本曲のために半音下げたギターおよびベースが用意されていた[28]。音楽誌『別冊宝島724 音楽誌が書かないJポップ批評22 ユニコーン&奥田民生の摩訶不思議』においてお笑いコンビであるダイノジの大谷伸彦は、当時奥田が愛好していたとされるスティーヴィー・サラスからの影響が感じられるギターリフであると指摘したほか、奥田のソロ活動においてもセットリストに組み込まれることがあったと触れた上で、「後期の傑作」であると述べている[29]。トリビュート・アルバム『ユニコーン・トリビュート』（2007年）において吉井和哉によるカバーが収録されている[30][31][32]。
2. 「金銀パールベイビー」
音楽誌『別冊宝島724 音楽誌が書かないJポップ批評22 ユニコーン&奥田民生の摩訶不思議』においてライターの普天間伊織は、本曲を「ブギを思わせる軽やかなリズム」の「オヤジの眉をひそめさせていた全盛期のイケイケギャルをポジティブに描く」曲であるとと表現している[29]。
3. 「時には服のない子のように」
音楽誌『別冊宝島724 音楽誌が書かないJポップ批評22 ユニコーン&奥田民生の摩訶不思議』においてライターの堀越葉子は、本曲を「風俗嬢の心情を勝手に分かった気になってる男の歌」であると主張し、「がんばる」「ランデヴー」「またくる」など「韻の踏み方が気持ちいい」と述べている[29]。
4. 「すばらしい日々」
9枚目のシングル曲。詳細は「すばらしい日々」を参照。
5. 「アナマリア」
音楽誌『別冊宝島724 音楽誌が書かないJポップ批評22 ユニコーン&奥田民生の摩訶不思議』においてライターの西岡ムサシは、本作においては阿部の健闘が目立つとした上で、「立秋」にて発揮された阿部のブラジル趣味が一歩前進した曲であると主張、ボサノヴァのようなアンサンブルに西川のドラムスと手島のハードなギターの組み合わせに加え、阿部自ら演奏したノイジーなサクソフォーンに関してブラジル音楽を良く理解していると述べたほか、「名曲『すばらしい日々』の次という重責に応えて余りある傑作」であると称賛している[33]。
6. 「オールウェイズ」
音楽誌『別冊宝島724 音楽誌が書かないJポップ批評22 ユニコーン&奥田民生の摩訶不思議』においてライターの榊ひろとは、アコースティック・ギターのストロークがジョージ・ハリスンの「マイ・スウィート・ロード」（1970年）を思わせるフォーク・ロック曲であると主張、本作がポスト・ビートルズ的な70年代ロックに挑戦したアルバムであると象徴する1曲ではないかと述べている[34]。
7. 「素浪人ファーストアウト」
西川がサビと1番だけの詞を書き残して脱退したため、奥田が2番の詞を書いて完成させた。「すばらしい日々」のカップリング曲。音楽誌『別冊宝島724 音楽誌が書かないJポップ批評22 ユニコーン&奥田民生の摩訶不思議』において榊は、本曲を「川西作のちょっとブルージーだが軽快なロックンロール」であると主張し、クリーデンス・クリアウォーター・リバイバルとレオン・ラッセルが共演したかのような南部系サウンドであり、ミック・テイラー在籍時のローリング・ストーンズのような風味も加わっていると述べている[29]。
8. 「あやかりたい'65」
奥田がグレッチ・テネシアンを使用している。音楽誌『別冊宝島724 音楽誌が書かないJポップ批評22 ユニコーン&奥田民生の摩訶不思議』において普天間は、「骨太なロックンロールに乗せて＜外国＞＜アメリカ＞への憧れを身も蓋もなく歌う」と述べている[34]。
9. 「音楽家と政治家と地球と犬」
バンドの曲で唯一、全員がボーカルとして参加している（音楽家：阿部、政治家：手島、地球：奥田、犬：堀内）。また、プリンセス プリンセスの富田京子が最後のセリフ部分で参加している。音楽誌『別冊宝島724 音楽誌が書かないJポップ批評22 ユニコーン&奥田民生の摩訶不思議』において大谷は、UNICORNが最後までコミカルな曲を大切にしており、そんな音楽も自らのものとしたことを主張、解散した理由を「アイデアが枯渇しエキサイティングになれなくなり解散」と述べた上で、本曲を「彼らの最後の屁のような曲。大好きだ」と述べている[34]。
10. 「裸の王様」
音楽誌『別冊宝島724 音楽誌が書かないJポップ批評22 ユニコーン&奥田民生の摩訶不思議』においてライターの石井恒は、本曲を「ユニコーン屈指のワイルドでファンキーな曲」であると位置付け、ビデオ『4946』での奥田とのギター・アンサンブルに関して「かっこよさに震える」と述べている[34]。
11. 「薔薇と憂鬱」
音楽誌『別冊宝島724 音楽誌が書かないJポップ批評22 ユニコーン&奥田民生の摩訶不思議』において普天間は、歌詞やメロディがストレートで斬新さはないと指摘しながらも、シンプルなバンドサウンドが引き立っていると主張、さらに「ギター泣きまくりのリフやドラムの激しいビートが文句なしにかっこいい」と称賛している[34]。
12. 「甘い乳房」
音楽誌『別冊宝島724 音楽誌が書かないJポップ批評22 ユニコーン&奥田民生の摩訶不思議』において石井は、西川が脱退したことで奥田がかなり落胆していたために歌われた曲ではないかと推測し、「ノンフィクションの辛さだからか、ここまで感情ムキ出しで歌うのは珍しい」と述べている[34]。
13. 「スプリングマンのテーマ」
前曲と繋がっているため頭出しをすると前曲のアウトロが入っている。音楽誌『別冊宝島724 音楽誌が書かないJポップ批評22 ユニコーン&奥田民生の摩訶不思議』において大谷は、UNICORNは西川が結成したバンドであり、西川の脱退によりバンド解散に至った経緯を説明した上で、「末っ子の民生がまるで父を失ったかのように慟哭するヘビーなロック・ナンバー」であると主張、また「皮肉にもその過程でユニコーンは真っ当なロック・バンドだったことを表した」と述べている[34]。
14. 「月のワーグナー」
ストリングスアレンジは阿部が担当している。音楽誌『別冊宝島724 音楽誌が書かないJポップ批評22 ユニコーン&奥田民生の摩訶不思議』においてライターの川口瑞夫は、本作のラスト3曲はどれも最終曲に相応しく、選定されたのは次曲「8月の」となったが本曲も健闘していると主張した上で、阿部が得意とするノクターン風であり「放課後の音楽室みたいなピアノの響きにハッとさせられた記憶がある」と述べている[34]。川口は本曲の生々しいエコーから札幌のライブハウス「ペニーレイン24」でレコーディングされたものであると推測し、「前半と後半で質感やアレンジがガラッと変わる手法も阿部の十八番」であると述べている[34]。
15. 「8月の」
音楽誌『別冊宝島724 音楽誌が書かないJポップ批評22 ユニコーン&奥田民生の摩訶不思議』において川口は、アメリカとヨーロッパの音楽性を掛け合わせたデヴィッド・シルヴィアンの音楽性を思わせる「余韻系の佳曲」であると述べ、UNICORNが解散を決定したのが8月であったことを引き合いに、「天気予報では雨になるらしい」という最後の歌詞が意味深であると述べている[34]。

## リリース、アートワーク、チャート成績
本作は1993年5月21日にCBS・ソニーから、CD、MDの2形態でリリースされた。ブックレットにはスプリングマンを主人公としたアメコミ仕立ての漫画が収録されており、ヒロインの「オイリーちゃん」、エンジニアのジョー・ブレイニーがモデルの「モンスター・ジョー」と共に西川も「ヤメマン」として登場している。スプリングマンのキャラクター・デザインはイラストレーターの木村豊が担当している。
本作はオリコンアルバムチャートにおいて、最高位第1位の登場週数13回で売り上げ枚数は28.8万枚となった。この売り上げ枚数はUNICORNのアルバム売上ランキングにおいて第5位となっている。2022年および2023年に実施されたねとらぼ調査隊によるUNICORNのアルバム人気ランキングではともに第5位となった。
UNICORN解散後となる1995年12月13日には、ソニー・ミュージックレコーズから「ユニコーンの逆転満塁ホームランプライスシリーズ」として廉価版CDがリリースされた。また、2007年12月19日にはエスエムイーレコーズから紙ジャケット仕様CDとして再リリースされた。さらに2012年12月5日には9枚組CD+DVDのボックス・セット『UNICORN SME ERA - remasterd BOX』においてデジタル・リマスタリング盤が収録され、2017年12月6日にはデビュー30周年を記念して、ABEDONがリマスタリングを担当した工具箱風ボックス入りの15枚組CD-BOX『UC30 若返る勤労』に収録されて再リリースされた。

## ツアーと解散の発表
本作を受けたコンサートツアーは、「UNICORN TOUR 1993 "4946"」と題して本作リリース前の1993年4月8日の三郷市文化会館公演から8月12日の沖縄市民会館公演まで、40都市全59公演が行われた。同ツアーでは脱退した西川の代わりにDr.StrangeLoveに所属していた古田たかしがドラムスを担当している。
同ツアーでは本作リリース前と後でセットリストが若干変更されており、新曲を中心としながらもアルバム『ヒゲとボイン』（1991年）収録の「立秋」および「開店休業」や『ケダモノの嵐』（1990年）収録の「自転車泥棒」、奥田のソロシングルである「休日」などが演奏された。また同ツアーではSEとしてTBS系時代劇『水戸黄門』（1969年 - 2011年）の主題歌「ああ人生に涙あり」や日本テレビ系テレビアニメ『天才バカボン』（1971年 - 1972年）の主題歌「天才バカボン」、TBS系特撮番組『帰ってきたウルトラマン』（1971年 - 1972年）のBGM「ワンダバ」などが使用された。
日本武道館3日間連続公演の最終日となる6月30日には、超満員のためにステージ裏にまで観客席が設けられ、オープニングではメンバー全員が長髪、金髪、モヒカンなどのかつらを被り、新人外国人バンドを装って前座として登場した。メンバーはその衣装のままアルバム『服部』（1989年）収録の「服部」や「おかしな二人」、『PANIC ATTACK』（1988年）収録の「SUGAR BOY」、『BOOM』（1987年）収録の「Pink Prisoner」などを演奏した。これらの選曲についてメンバーはサービス精神で選んだと述べたが、同時に奥田は「体力の衰えを感じた」とも述べている。一旦ステージを降りたメンバーはTシャツ姿に代わり通常の服装に戻って登場、それから通常の「4946」ツアーとしてのライブが開始され、アンコールではフジテレビ系バラエティ番組『ダウンタウンのごっつええ感じ』（1991年 - 1997年）内のコント「結婚前提戦士ラブラブファイヤー」の登場人物と同様の被り物やジュリアナダンスなどが披露されたほか、奥田はサンフレッチェ広島F.Cの旗を振り回し、阿部はマイケル・ジャクソンの「スリラー」（1983年）に合わせてスリラーダンスを披露した。
8月11日の沖縄市民会館は台風が接近していたため、沖縄へ上陸するために福岡に到着した時点で「80%不可能」と言われる状況となったが、開演時間を遅らせる措置によって無事開催されることとなった。開演は当初より1時間以上遅れた19時53分からとなり、登場テーマとして「天才バカボン」が流され、その後1曲目として「抱けないあの娘」（『PANIC ATTACK』収録）が演奏、その他に「あやかりたい'65」「すばらしい日々」「立秋」「自転車泥棒」「時には服のない子のように」「薔薇と憂鬱」「オールウェイズ」「甘い乳房」「月のワーグナー」が演奏、さらに堀内のソロ・アルバム『MUSÉE』（1991年）収録の「哀しみのGarden」では堀内がアコースティック・ギターを演奏した。その後も「金銀パールベイビー」「忍者ロック」「裸の王様」「ヒゲとボイン」「スプリングマンのテーマ」と演奏されたが、本来であれば間に「大迷惑」を演奏するはずであったが奥田のミスにより順番が飛ばされることとなった。最終曲となった「与える男」を演奏した後、飛ばされた「大迷惑」を演奏して同日は終了となった。
翌8月12日には通常通り問題なく同会場でライブが行われツアーは終了したが、9月21日に放送されたニッポン放送ラジオ番組『電気グルーヴのオールナイトニッポン』（1991年 - 1994年）の特別番組に電気グルーヴの代わりにUNICORNメンバーが出演し解散を発表した。前日である9月20日にはスポーツニッポン誌上にて「結成7年 実力バンド ユニコーン今月限りで解散」と記事が掲載されていたため、ニッポン放送にメンバーが到着した際にはファンが殺到し大騒動となった。同日にはニッポン放送の3階で『ダウンタウンのごっつええ感じ』の1コーナーである「民生くんと阿部くん」の撮影が行われ、奥田と阿部が出演し同コーナーが最終回になることを告げた。同番組内にて奥田は解散理由を本作を制作したことで達成感があり、同バンドで次にやることが思い浮かばない、スポーツ新聞に書かれているように「力出し切った」ためであると述べた。番組内ではすでに脱退した西川からのコメントが読まれたほか、ドラムスがない状態で「すばらしい日々」のアコースティック・バージョンが演奏された。

## 批評
| 専門評論家によるレビュー             | 専門評論家によるレビュー |
| レビュー・スコア                     | レビュー・スコア         |
| 出典                                 | 評価                     |
| ------------------------------------ | ------------------------ |
| CDジャーナル                         | 肯定的                   |
| 音楽誌が書かないJポップ批評22        | 肯定的                   |
| 別冊カドカワ 総力特集ユニコーン 2009 | 肯定的                   |

本作の音楽性や構成に対する批評家たちからの反応は概ね肯定的なものとなっており、音楽情報サイト『CDジャーナル』では、レコーディング中に西川が脱退したために「解散アルバム」となったことに触れた上で、「川西へのメッセージ・ソングとも言われる名曲『すばらしい日々』を収録した、シンプルかつ骨太なロック・アルバムだ」と肯定的に評価した。音楽誌『別冊宝島724 音楽誌が書かないJポップ批評22 ユニコーン&奥田民生の摩訶不思議』において音楽解説者の榊ひろとは、奥田の制作曲が6曲となり、フルアルバムでは初めて他のメンバーによる制作曲が半分以上となったことに触れた上で、「実態としてはソロ作品の寄せ集めと言えそうなアルバム」であると指摘しつつも、「サウンドにはこれまで以上にバンドとしての一体感が感じられ、有終の美を飾るべく一丸となって最後の頑張りを見せたと言えそうだ」として肯定的に評価、また後期ビートルズで名曲を量産したジョージ・ハリスンのように成長したメンバーがいれば異なった展開があったかもしれないと総括した。文芸雑誌『別冊カドカワ 総力特集ユニコーン 2009』において音楽評論家の平山雄一は、成熟期を迎えていたUNICORNからレコーディング中に西川が脱退したことが衝撃であったと指摘した上で、「与える男」のイントロにおけるギターの音だけでバンドの成熟が伝わると述べ、その他の曲も「1曲ずつのまとまりも非常に良い」と評価し、「メンバー同士のぶつかり合いによるネジレが少ないとも言える」と肯定的に評価、歌詞カードに記載された漫画「スプリングマン」の劇中に西川が「ヤメマン」として登場することに関しては「ユーモアを忘れないあたりがユニコーンらしい」と述べた上で、メンバー脱退という波乱がありながらも「完成後の高さが抜群という離れ業アルバム」であると総括した。

## 収録曲
- CDブックレットに記載されたクレジットを参照[59]。

### CD / MD
| 全編曲: UNICORN。 |                              |                    |            |                                          |       |
| #                 | タイトル                     | 作詞               | 作曲       | ボーカル                                 | 時間  |
| 1.                | 「与える男」                 | 奥田民生           | 奥田民生   | 奥田民生                                 | 4:02  |
| 2.                | 「金銀パールベイビー」       | 阿部義晴           | 阿部義晴   | 阿部義晴                                 | 3:36  |
| 3.                | 「時には服のない子のように」 | 奥田民生           | 奥田民生   | 奥田民生                                 | 3:06  |
| 4.                | 「すばらしい日々」           | 奥田民生           | 奥田民生   | 奥田民生                                 | 4:35  |
| 5.                | 「アナマリア」               | 堀内一史           | 阿部義晴   | 阿部義晴                                 | 4:25  |
| 6.                | 「オールウェイズ」           | 手島いさむ         | 手島いさむ | 手島いさむ                               | 4:23  |
| 7.                | 「素浪人ファーストアウト」   | 川西幸一、奥田民生 | 川西幸一   | 奥田民生                                 | 5:04  |
| 8.                | 「あやかりたい'65」          | 奥田民生           | 奥田民生   | 奥田民生                                 | 3:15  |
| 9.                | 「音楽家と政治家と地球と犬」 | 阿部義晴           | 阿部義晴   | 阿部義晴、手島いさむ、奥田民生、堀内一史 | 2:09  |
| 10.               | 「裸の王様」                 | 手島いさむ         | 手島いさむ | 手島いさむ                               | 3:49  |
| 11.               | 「薔薇と憂鬱」               | 堀内一史           | 堀内一史   | 堀内一史                                 | 3:21  |
| 12.               | 「甘い乳房」                 | 奥田民生           | 奥田民生   | 奥田民生                                 | 3:55  |
| 13.               | 「スプリングマンのテーマ」   | 奥田民生           | 奥田民生   | 奥田民生                                 | 4:35  |
| 14.               | 「月のワーグナー」           | 阿部義晴           | 阿部義晴   | 阿部義晴                                 | 4:34  |
| 15.               | 「8月の」                    | 堀内一史           | 堀内一史   | 堀内一史                                 | 3:20  |
| 合計時間:         | 合計時間:                    | 合計時間:          | 合計時間:  | 合計時間:                                | 58:09 |

## スタッフ・クレジット
- CDブックレットに記載されたクレジットを参照[60]。

### UNICORN
- 堀内一史（おいてけぼり可すし）
- 手島いさむ（スーツでジュリアナマン）
- 阿部義晴（ジルコ） – アルト・サックス（5曲目）
- 奥田民生（ツルムーミン）

### EX-UNICORN
- 西川幸一（ヤメマン）

### 参加ミュージシャン
- ディレクター1号（河合マイケル） – ドラムス（3, 6, 13曲目）
- 景山泰吉（久我山工房） – ハモンド・オルガン・ソロ（7曲目）
- 富田京子（プリンセス プリンセス） – ワンフ（9曲目）
- 金子飛鳥 With 飛鳥グループ – ストリングス（14曲目）

### 録音スタッフ
- 渡辺純一 (SME) – 日本人プロデューサー
- ジョー・ブレイニー（フリー） – 外人プロデューサー、ジンガイ・ミキサー
- 河合マイケル (SME) – ディレクター1号
- 加藤博美 (SME) – ディレクター2号
- 中村収 (SME) – ディレクター3号
- 宮島哲博 (SMA) – ホンニチ・ミキサー
- グレッグ・カルビ（英語版）（スターリング・サウンド） – マスタリング
- 若松宗男 (SMA) – 社長
- 原田公一 (SMA) – マネージャー
- 鈴木銀二郎 (SMA) – マネージャー
- 栗山紀子 (SMA) – デスク
- 内田久喜 (SME) – 宣伝
- 横沢城（フリー） – 年上ローディー
- 筋野利明 (SMA) – 年下ローディー
- 千葉俊伸（トランスワールド） – トランスポート（札幌 行き）
- 小崎傅（トランスワールド） – トランスポート（札幌 帰り）
- 高村宏（ミュージックランド） – レコーディング・コーディネイト
- 武藤昌俊 (SCI) – アシスタント・エンジニア
- 芳賀健至（河口湖スタジオ） – アシスタント・エンジニア
- 小久保幸広（ペニーレイン24） – アシスタント・エンジニア
- 半田和彦（サウンドイン） – アシスタント・エンジニア
- 鈴木祐子（サウンドイン） – アシスタント・エンジニア
- 村田康治（テイクワン） – アシスタント・エンジニア
- 塩月博之（ソニー・ミュージック信濃町スタジオ） – アシスタント・エンジニア
- 橋本仁司（ソニー・ミュージック信濃町スタジオ） – アシスタント・エンジニア
- 鈴木店長（ソニー・ミュージック信濃町スタジオ） – アシスタント・エンジニア
- ちゃたろう&母（いぬ） – アシスタント・エンジニア

### 美術スタッフ
- 仁張明男 (SME) – デザイナー・コーディネイト
- 土屋好博 (SME) – デザイナー・コーディネイト
- 宮嶋淳一 (SMC) – デザイナー・コーディネイト
- 三木孝浩 (SME) – プロダクツ・コーディネイト
- 鳰隆則 (SMC) – プロダクツ・コーディネイト
- 鈴木美和 (SME) – プロダクツ・コーディネイト
- 木村豊 (D・D) – SPRINGMANキャラクター・デザイン
- 小田島等（フリー） – イラストレーション
- 山崎英樹 (STOVE) – トータルデザイン
- 吉田理一郎 – アシスタントデザイン
- 杓井一夫（博報堂C&D） – SPRINGMAN STORY制作
- 浅賀叔江 – 英語係
- カーラ&清滝 (SME) – 英語係

### その他スタッフ
- WESS – スペシャル・サンクス
- 若林良三 – スペシャル・サンクス
- 山本博之 – スペシャル・サンクス
- 札幌ペニーレイン21 – スペシャル・サンクス
- 吉田幸弘 – スペシャル・サンクス
- 星野楽器 – スペシャル・サンクス
- TAMA – スペシャル・サンクス
- アイバニーズ – スペシャル・サンクス
- 細田実 (SMA) – スペシャル・サンクス
- 西本雅人 (SMA) – スペシャル・サンクス
- SCI – スペシャル・サンクス
- 孫龍活 (SME) – スペシャル・サンクス
- レン・フィコ（ザ・プロデューサーグループ） – スペシャル・サンクス
- シンコーミュージック – スペシャル・サンクス
- システマ – スペシャル・サンクス

## チャート、認定
| チャート         | 最高順位 | 登場週数 | 売上数   | 出典  |
| ---------------- | -------- | -------- | -------- | ----- |
| 日本（オリコン） | 1位      | 13回     | 28.8万枚 | [ 2 ] |

| 国/地域 | 認定組織         | 日付      | 認定     | 売上数   | 出典  |
| ------- | ---------------- | --------- | -------- | -------- | ----- |
| 日本    | 日本レコード協会 | 1993年5月 | ゴールド | 200,000+ | [ 3 ] |

## リリース日一覧
| No. | リリース日     | レーベル                       | 規格         | カタログ番号 | 備考                                                                                  | 出典          |
| --- | -------------- | ------------------------------ | ------------ | ------------ | ------------------------------------------------------------------------------------- | ------------- |
| 1   | 1993年5月21日  | ソニー・ミュージックレコーズ   | CD           | SRCL-2618    |                                                                                       | [ 2 ]         |
| 2   | 1993年5月21日  | ソニー・ミュージックレコーズ   | MD           | SRYL-7109    |                                                                                       | [ 61 ]        |
| 3   | 1995年12月13日 | ソニー・ミュージックレコーズ   | CD           | SRCL-3417    | ユニコーンの逆転満塁ホームランプライスシリーズ（廉価版）                              | [ 56 ] [ 62 ] |
| 4   | 2007年12月19日 | エスエムイーレコーズ           | CD           | SECL-608     | 紙ジャケット仕様                                                                      | [ 63 ] [ 64 ] |
| 5   | 2012年10月1日  | ソニー・ミュージックダイレクト | AAC-LC       | -            | デジタル・ダウンロード                                                                | [ 65 ]        |
| 6   | 2012年10月1日  | ソニー・ミュージックダイレクト | ロスレスFLAC | -            | デジタル・ダウンロード                                                                | [ 66 ]        |
| 7   | 2012年12月5日  | エスエムイーレコーズ           | CD           | SECL-1234    | CD-BOX『UNICORN SME ERA - remasterd BOX』収録、紙ジャケット仕様、デジタルリマスター版 | [ 67 ] [ 68 ] |
| 8   | 2017年12月6日  | キューンミュージック           | CD           | KSCL-2987    | 完全生産限定CD-BOX『UC30 若返る勤労』収録、ABEDONがリマスタリングを担当               | [ 69 ] [ 70 ] |
| 9   | 2017年12月6日  | ソニー・ミュージックレーベルズ | AAC-LC       | -            | 『UC30 若返る勤労』収録盤と同内容のデジタル・ダウンロード版                           | [ 71 ]        |
| 10  | 2017年12月6日  | ソニー・ミュージックレーベルズ | ロスレスFLAC | -            | 『UC30 若返る勤労』収録盤と同内容のデジタル・ダウンロード版                           | [ 72 ]        |